# جنیفر ولز
جنیفر ولز (انگلیسی: Jennifer Welles زاده ۲۸ فوریه ۱۹۳۳) بازیگر پورنوگرافی آمریکایی است. وی در دوره فعالیتش در زمینه سافت کور و هاردکور بسیار فعال بوده‌است.